# 2005年海峡两岸大学生辩论赛
2005年海峡两岸大学生辩论赛于7月31日至8月2日在台北市剑潭青年活动中心举行。这是海峡两岸大学生辩论赛连续三届在福州举行后，首次移师台湾。最终由中国人民大学夺得辩论赛冠军。

## 组织机构
- 指导单位：中華發展基金管理委员会、中国科学技术协会
- 主办单位：中华青年交流协会、福建省科学技术协会
- 协办单位：财团法人真善美基金会、台湾亚洲民主资源协会、上海市科学技术协会、北京市科学技术协会、浙江省科学技术协会、陕西省科学技术协会、福建省教育交流协会

## 参赛队
参加今年辩论赛的有两岸各6支代表队，均是经过激烈比赛选拔出来的。
- 台湾代表队分别是：国立台湾大学、国立政治大学、世新大学、铭传大学、东吴大学、国立中正大学
- 大陆代表队分别是：复旦大学、浙江大学、西安交通大学、中国人民大学、厦门大学、福建师范大学

## 辩论主题
此次大赛辩论主题有3个，根据抽签结果，大陆代表队为正方，台湾代表队为反方。预赛及冠亚军决赛用第1辩题，半决赛（复赛）用第2辩题，季殿军决赛用第3辩题。 
1. 信息科技社会仍需读书破万卷（正）vs 信息科技社会不需读书破万卷（反）；
2. 通才更适应社会竞争（正）vs 专才更适应社会竞争（反）；
3. 人生机遇比奋斗更重要（正）vs 人生奋斗比机遇更重要（反）。

## 赛程
此次大赛所采用的辩论制度，是将台湾使用多年的“奥勒岡”制，加上大陆使用的“自由辩论”制，两者结合而成“两岸盃”制。7月31日下午4点，象征辩论赛开幕的三面大铜锣被敲响，随后还举行了辩论表演示范赛。
6场预赛于8月1日举行。进行同立场的淘汰赛，各代表队按抽签的场次进行比赛，评委按制定的统一标准对正反方分别打分，分获正反方前三名的代表队进入半决赛。预赛成绩不带入半决赛。
1. 西安交通大学（1019分）vs 国立中正大学（995分）
2. 中国人民大学（1047分）vs 铭传大学（1043分）
3. 浙江大学（1006分）vs 国立台湾大学（1036分）
4. 福建师范大学（1025分）vs 世新大学（1059分）
5. 复旦大学（1031分）vs 国立政治大学（1028分）
6. 厦门大学（1026分）vs 东吴大学（1017分）

3场半决赛于8月2日上午举行。进行同立场的淘汰赛，进入半决赛的六支代表队重新抽签，分别抽出参加半决赛的场次进行比赛，评委按制定的统一标准对正反方分别打分。半决赛决出正反方各自前二名进入决赛，半决赛正反方第三名并列为本次辩论赛第五名。
1. 厦门大学（1010分）vs 国立台湾大学（1027分）
2. 复旦大学（1021分）vs 世新大学（1031分）
3. 中国人民大学（1037分）vs 铭传大学（1030分）

8月2日下午举行决赛。进行不同立场的对抗赛，半决赛正反方第一名决出本次辩论赛冠军、亚军，其辩题采用预赛辩题，正反方交换立场；半决赛正反方第二名决出本次辩论赛三、四名，不交换立场。
1. 季殿赛：复旦大学 vs 铭传大学
2. 冠亚赛：中国人民大学 vs 世新大学

## 获奖情况
8月2日晚上举办的两岸大学生联欢晚会暨颁奖仪式宣布了本届辩论赛获奖情况。
- 冠军：中国人民大学
- 亚军：世新大学
- 季军：铭传大学
- 殿军：复旦大学
- 第五名：厦门大学、国立台湾大学
- 最佳辩手：
  - 台湾：王彦渤（铭传大学）
  - 大陆：木其坚（中国人民大学）
- 优秀辩手：
  - 台湾：赵怡婷、王樱儒、仲传仁、黄筱姮、张智强
  - 大陆：陈怡静、朱云飞、张梦觉、栗晓晨、黄翔